# Atena pensativa
L'Atena pensativa és un relleu que data de l'any 460 aC i que va ser esculpit per algun artista dels tallers del'Àtica, regió de l'antiga Grècia, durant el Període clàssic de Grècia, seguint aquesta representació els cànons de l'estil sever, preàmbul del classicisme atenenc.

## Troballa
L'escultura va ser trobada l'any 1880 entre les ruïnes de l'Acròpoli d'Atenes, (Grècia).

## Simbologia
La peça representa a Atena. La deessa apareix en actitud pensativa vestida amb el peple i un casc corinti, amb el cap recolzat en la seva llança i estant situada de cara a una estela funerària. Algunes interpretacions d'aquesta representació asseguren que s'hi mostra a la deessa apesarada mentre llegeix una estela commemorativa de la destrucció d'Atenes durant les guerres mèdiques.

## Característiques
- Autor: Anònim, (tallers d'Àtica).
- Estil: Escultura grega clàssica, estil sever.
- Material: Marbre.
- Altura: 48 centímetres.
- Abillament d'Atena: peple (del llatí peplum, al seu torn del grec πέπλος) és una túnica femenina de l'antiga Grècia, llança i casc corinti.

## Conservació
La peça s'exposa de forma permanent al Museu de l'Acròpoli d'Atenes, (Grècia), on té assignat el número 695 a l'inventari.